# Alfred von Henikstein
Alfred von Henikstein (Vienna, 11 agosto 1810 – Vienna, 29 gennaio 1882) è stato un generale austriaco, fu il più alto ufficiale di religione ebraica nella storia militare austriaca. Comandò l'artiglieria durante la famosa Battaglia di Königgrätz del 1866 contro le armate prussiane che determinò in negativo il suo destino militare.

## Biografia
Alfred von Henikstein nacque l'11 agosto 1810 a Vienna, era il più giovane dei dodici figli del banchiere di religione ebraica Joseph von Henikstein. Convertitosi al cristianesimo, giovane abbracciò la carriera delle armi e nel 1828 entrò come cadetto nell'accademia militare austriaca del genio di Vienna.
Fece una rapida carriera: nel 1829 fu promosso al grado di tenente, nel 1832 a tenente e nel 1842 a capitano. Nel 1835 sposò Santina Scholl, figlia del noto ideatore della fortificazione "Austrian Vauban", Franz von Scholl.
Nel 1848 si distinse in Italia nel corso della prima guerra di indipendenza italiana e a Venezia prese parte alla riprogettazione e alla ristrutturazione del forte di San Pietro. Servì nel quartier generale nella campagna in Ungheria del 1848 con il grado di maggiore mentre l'anno successivo fu promosso colonnello. Aggregato al comando del 4º Corpo d'Armata a Altona, nel 1852 prestò servizio nuovamente a Venezia, dove sua moglie morì nel 1853. Nel 1854 fu nominato maggior generale e nella guerra del 1859 tenente generale  prendendo parte nella difesa del Tirolo al comando della 2ª Brigata della 2ª Divisione operativa nelle Giudicarie.
Il generale Henikstein era considerato un ufficiale da "sella", come si diceva a quei tempi, odiava la scrivania, la teoria e la pianificazione. Era noto per aver ordinato che la divisa dei suoi soldati fosse di colore uniforme e della stessa tonalità, inoltre predispose che tutti gli uomini portassero in parata la barba nera indipendentemente dal fatto che fosse di natura bionda o di altro colore costringendoli così a dipingerla con il lucido nero delle scarpe. Nel 1860 fu aiutante di campo del 5º Corpo d'Armata e nel 1864 capo di stato maggiore generale presso il Ministero della Guerra a Vienna. Fu onorificato con la nomina a consigliere segreto imperiale e gli fu intitolato il 58º Reggimento di fanteria.
Ricoprì l'incarico di capo del personale ma ne fu destituito in quanto denunciò le carenze dell'armamento e dell'organizzazione dell'esercito imperiale che si apprestava ad una guerra contro la Prussia. Le sue proposte, che avrebbero assicurato la supremazia dell'esercito austriaco sull'armata prussiana, furono tutte respinte. Scoppiata la guerra fu assegnato all'esercito del Nord e sottoposto al comando del generale Ludwig von Benedek come comandante dell'artiglieria prendendo parte con valore alla battaglia di Sadowa, ma a seguito della sconfitta fu ritenuto tra i colpevoli del disastro e, con il generale Ludwig von Benedek e altri due generali, la sua condotta operativa fu indagata da un tribunale militare. Il procedimento giudiziario non fu mai completato per l'intervento dell'imperatore Francesco Giuseppe che non volle portare discredito all'esercito ma Henikstein pagò per la colpa presunta con il congedo dal servizio.
Alfred von Henikstein morì nella sua città natale il 29 gennaio 1882.